# シールドトンネル

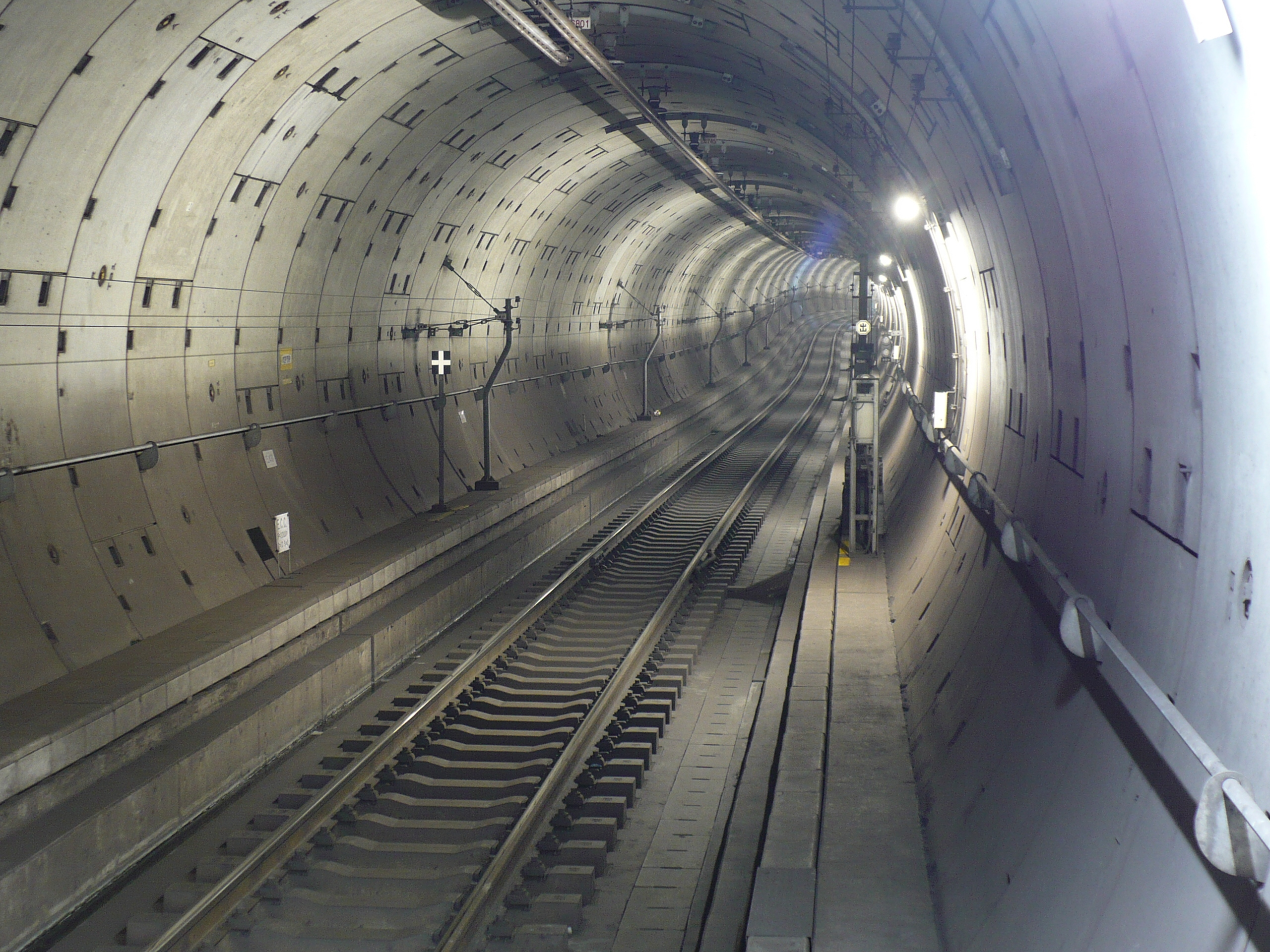
東京メトロ半蔵門線錦糸町駅付近のシールドトンネル（駅ホームから撮影）

シールドトンネルは、シールド工法によって掘削されたトンネルである。

## 概要
「シールド」と呼ばれる筒（ないし函）で切羽（きりは）後方のトンネル壁面を一時的に支え、切羽を掘削しながら逐次シールドを前進させるとともに、シールドの後方に壁面を構築する。
現代ではもっぱら、高度に機械化されたシールドマシンを使い、壁面は分割された鋼製またはコンクリート製ブロック（セグメント）を組み上げボルトで緊結して構築する。コンクリート製セグメントは工場で大量生産できるので、コスト面に優れる。
開削工法や沈埋トンネル工法などと違って一部を除いて地上部分を大きく掘り下げる必要性が低いので掘削中の地上部分への影響を抑えることが可能である。
軟弱地盤でも掘り進むことができる、というのが最大の特徴で、水底トンネルの掘削に活躍した。土地利用の深度化に伴い、最近の地下鉄、道路（主に都市内）、共同溝、下水道、地下水路、地下河川などのトンネル工事では、シールドトンネルが多く採用されている。

## 歴史
シールドトンネルの歴史は、イギリス・ロンドンのテムズ川の河底にトンネルを建設しようとしたことから始まる。当時、テムズ川の上流には多数の橋があったが、下流は背の高い帆船の往来があり、橋を架けることができなかったためである。多くの技術者がトンネルの掘削を試みていたが、いずれも失敗に終わっていた。
シールド工法による最初の成功例となったトンネルは、マーク・イザムバード・ブルネルによって開発され、彼とトマス・コクランによって1818年1月に特許が取得された。ブルネルがシールド工法を思いついたのは、造船所で働いているときに見たフナクイムシ（船食い虫）に起源があるといわれている。フナクイムシは水中の木質に穴を開けてそこに住むため、木造船の天敵であり研究対象となっていた。水中の木材に単に穴を開けただけでは、すぐに周囲の木材が膨張し穴が狭まってしまうが、フナクイムシは石灰質を壁面にすりつけて一種の「トンネル」を作っているのである。ブルネルと息子のイザムバード・キングダム・ブルネルは、テムズトンネルの掘削にシールド工法を採用し、1825年3月に立坑の建設を開始、翌1826年1月から世界で初めてシールド方式による掘削を開始した。機材にはロンドン・ランバースの Maudslay, Sons & Field（排水用スチームポンプも建造）が使われた。だが開通は1843年まで待たなくてはならなかった。
ブルネル式は1870年、ロンドン中央を流れるテムズ川の下へのタワー地下道 (Tower Subway) の建設中に、ピーター・バーロウによって、大幅に改善された。バーロウ式の最も決定的な技術革新は、ブルネル式の長方形断面シールドを、円形断面とした点である。これにより建設作業の単純化、周囲の土砂支持が大幅に改善された。
さらにバーロウ式は、1884年のシティ・アンド・サウス・ロンドン鉄道（現在のロンドン地下鉄ノーザン線の一部区間）の建設時、ジェームズ・グレートヘッドによって大型化などの改善が行われた。現在はほとんどのシールドトンネルが、グレートヘッド式を基本としている。
初期の掘削方式は、機械カッターが掘り進めるものではなく作業員が人力で掘り進める「手掘り式シールド機」であったが、1897年にセントラル・ロンドン鉄道（現在のロンドン地下鉄セントラル線）において、世界で初めての機械掘り式シールド機が実用化されている。
日本では、1917年に羽越本線折渡トンネルの一部区間で単線シールドトンネルが初めて採用された。1936年には海底鉄道トンネルである関門鉄道トンネルでも採用され、1964年には大阪市営地下鉄（現・Osaka Metro）中央線で、日本初の複線シールドトンネルが採用された。
下水道では1962年4月（完成は1963年3月）、東京都下水道局の石神井川下幹線の一部（工事件名：石神井川下幹線その9工事・東京都北区王子本町）で、初めてシールド工法が使用された。特に都市化された街ではインフラ整備が急がれ、非開削工法であるシールド工法は下水道建設に大きな威力を発揮した（ただし、下水道には非開削工法として推進工法もある）。

## シールド工法

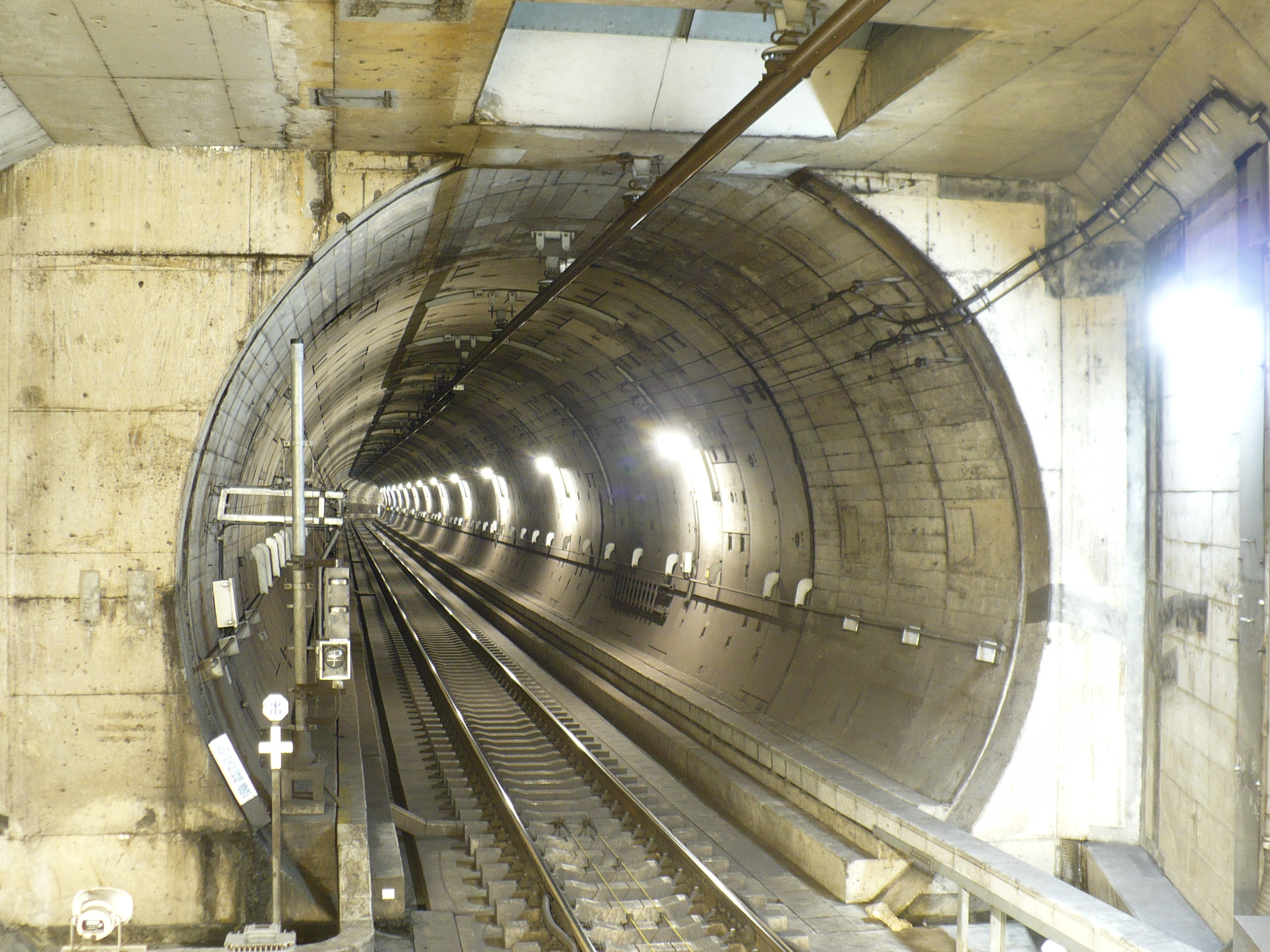
半蔵門線住吉駅から見たシールドトンネルの断面（駅ホームから撮影）

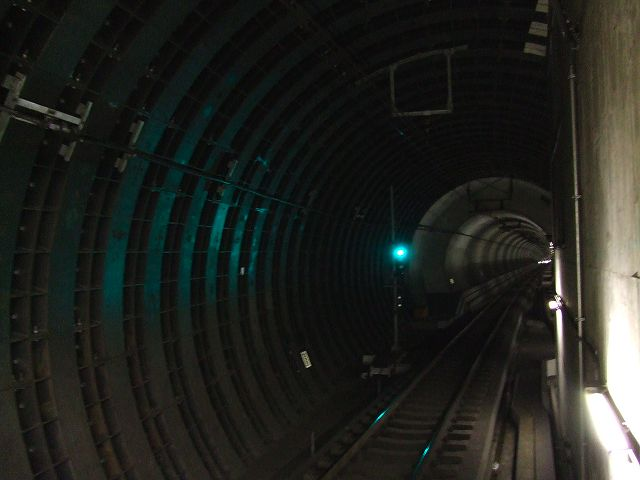
供用中のシールドトンネルの内部（りんかい線大井町駅、2006年8月11日撮影）

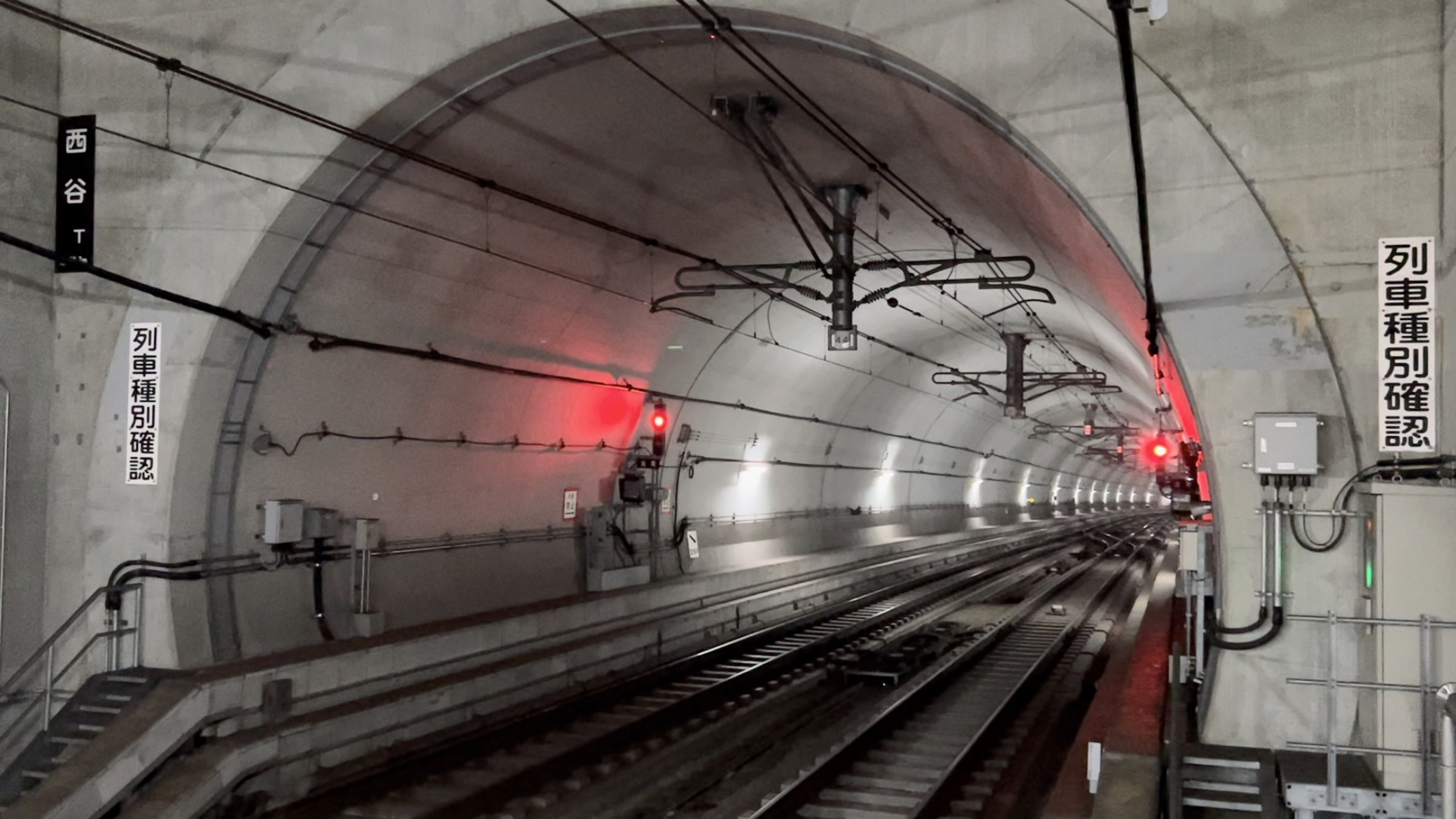
密閉型シールド工法の複線鉄道シールドトンネル（相鉄線西谷トンネル、羽沢横浜国大駅、2024年6月）

シールドトンネルは現代ではシールドマシンを使用して掘削され、その施工法はシールド工法と呼ばれる。一般的なシールド工法の手順は以下の通りである。

### 設置
シールドマシンを地下へ運び発進させるために開削工法によって立坑（縦穴）が掘削・構築され、坑内に発進設備が収められ、基地が作られる。シールドマシンは鉄鋼メーカーなどの工場で製作されるが、よほど小口径ではない限り、工事現場に搬入される前にいったん分割され、運搬される。工事現場の発進基地に運ばれたシールドマシンは、大型のクレーンによって立坑下に下ろされ、再度、組み立てられる。
この立坑は、トンネル完成後は鉄道では駅、道路では換気塔、下水道では人孔（マンホール）などに転用されることが多い（転用を最初から計画に織り込んで、地下鉄であれば駅予定地と駅予定地の間を工区とするといったように調整がされる）。
シールドマシンは一般的には円筒形である。マシン本体の外周の甲殻は、マシン内部でトンネルが構築されるまでの間、地山からの土圧・地下水圧に耐える役割を果たす。

### 掘削
マシン先端の切羽に接する部分はカッターヘッドという回転する面板となっており、ここにおろし金のような細かい刃（カッタービットあるいはビットと呼ばれる）やローラーカッターが円周状・放射状に多く配置されている。ビットは常に地山と接し軟弱土 - 硬質土を、ローラーカッターは玉石、または岩盤を切削するという最も過酷な環境にあるため、超硬合金や焼結タングステンカーバイドなどの強靭な素材が用いられる。また、カッターヘッドの形によってトンネルの形も変わってくる。その形は四角形から円を並べたものなど様々である。
シールドマシンの後部にはジャッキが円周状に配置されており、このジャッキの推進力でマシン全体を前進させ、先端部を切羽の地盤に押し付けながらカッターヘッドを回転させて地山を掘削し前進する。また、シールドマシンの形によってトンネルの形も変わってくる。
泥土圧式シールドで土砂圧送方式によって土砂を搬出する場合、掘削された土砂（ズリ）は切羽で塑性流動化してパイプで地上まで輸送される。またズリ鋼車方式によって土砂を搬出する場合、シールドマシンのスクリューからベルトコンベアで後方台車の後部まで土砂を輸送して鋼車に載せる。土砂を載せた鋼車はトロッコによって立坑下部まで移動し、鋼車部のみをクレーンによって立坑上部（地上部）に吊り上げる。吊り上げられた鋼車内の土砂は地上ヤードまたは立坑内に設置されたピットや土砂処理施設で処理・脱水されてダンプトラックを用いて土捨て場や産業廃棄物処理場へ搬出される。

### 覆工
マシン内部ではあらかじめ工場製作されたセグメント（円弧状のブロックで、鉄筋コンクリート製、鋼製、鋳鉄製など）を機械により組みあげ、トンネル本体がトンネル断面の1周分（1リング）ずつ構築される。セグメントは基本的にセグメント組立装置（エレクター）で組み立てられる。エレクターは、初期は手動で位置決めを行っていたが（手動形エレクター）、後年には全自動形エレクター（1992年の東京湾アクアライン建設で初採用）も登場するが、コスト面や人間の目で確認してからと、機械で指定後に人が微調整を行う半自動形エレクターを選択する現場も多い。
セグメントは工場からトレーラーで現場に搬入され、立坑から地下のシールドマシン内部までクレーンとトロッコで運び込まれる。
セグメントが1リング分配置されると、その部分のトンネル本体は完成する。鉄道・道路トンネルでは、1リングは5 - 10個程度のセグメントで構成され、セグメントの幅（トンネル縦断方向の長さ）は0.3 - 1.8m程度である。これらはトンネルの径や形状、用途、使用するセグメント等によって異なる。
セグメントは一次覆工とも呼ばれ、さらに軌道敷設、道路床板設置、防水・防火などの目的のため、完成したセグメントの内側に二次覆工としてコンクリートが打設される。ただし、鉄道トンネルで鋳鉄セグメントの場合には省略されることがあったほか、近年では下水道、道路トンネルでも二次覆工を行わない事例が増えている。
また、セグメントで造られるトンネルは、シールドマシンの外径よりも小さいため、セグメントと地山の間には数 cmの隙間ができる。これを「テールボイド」と呼び、放置すると地盤沈下など地上へ大きな影響を及ぼすことから、裏込め材の注入を行う。

#### セグメントの種類
- 木製セグメント - 主に木材が豊富なアメリカで使用[13]。日本国内では川崎市の導水路トンネルに1件だけ採用がある[13]
- 鉄筋コンクリート (RC)製 セグメント（プレキャストセグメント）[18]。特に鉄道トンネルでは一般的である[4]
- 鋼製セグメント(鋼材を製缶加工して製作)[19]
- 鋳鉄製（ダクタイル）セグメント[20] - 合成セグメントで代用されることも多く、2009年に日本国内での製造を中止[13][4]
- 合成セグメント[21](鋼製セグメントに鉄筋を配置しコンクリートを打設したもの・コンポジットセグメントという商品名)

### 前進
セグメントが1リング分組みあがると、組みあがった部分（セグメントリング）にジャッキの反力をとってシールドマシンを前進させ、次の掘削・推進を行う。上記の2 - 3の工程を繰り返しながらトンネルを1リングごとに組み上げる。

### 廃棄

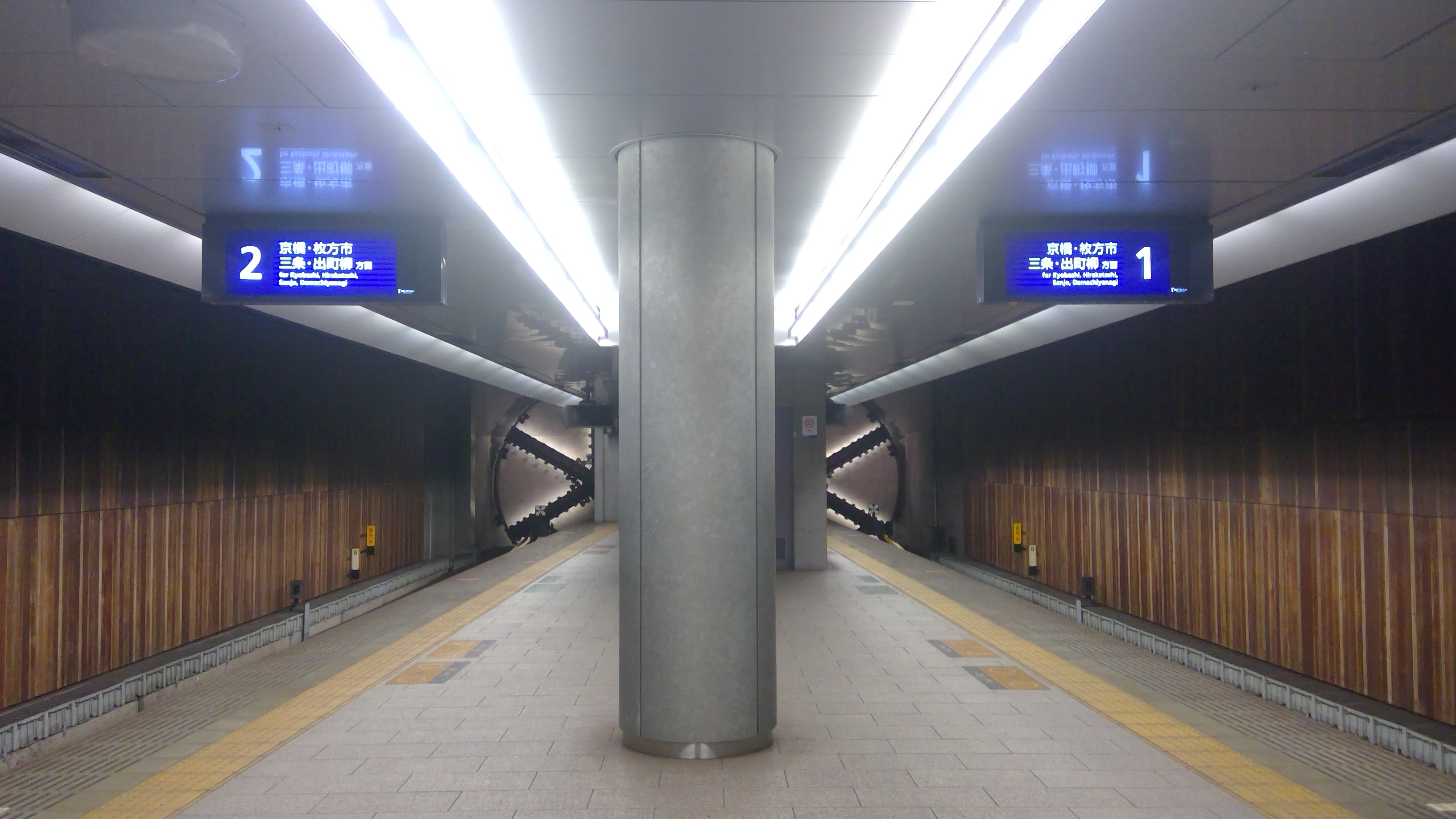
中之島駅の終端部

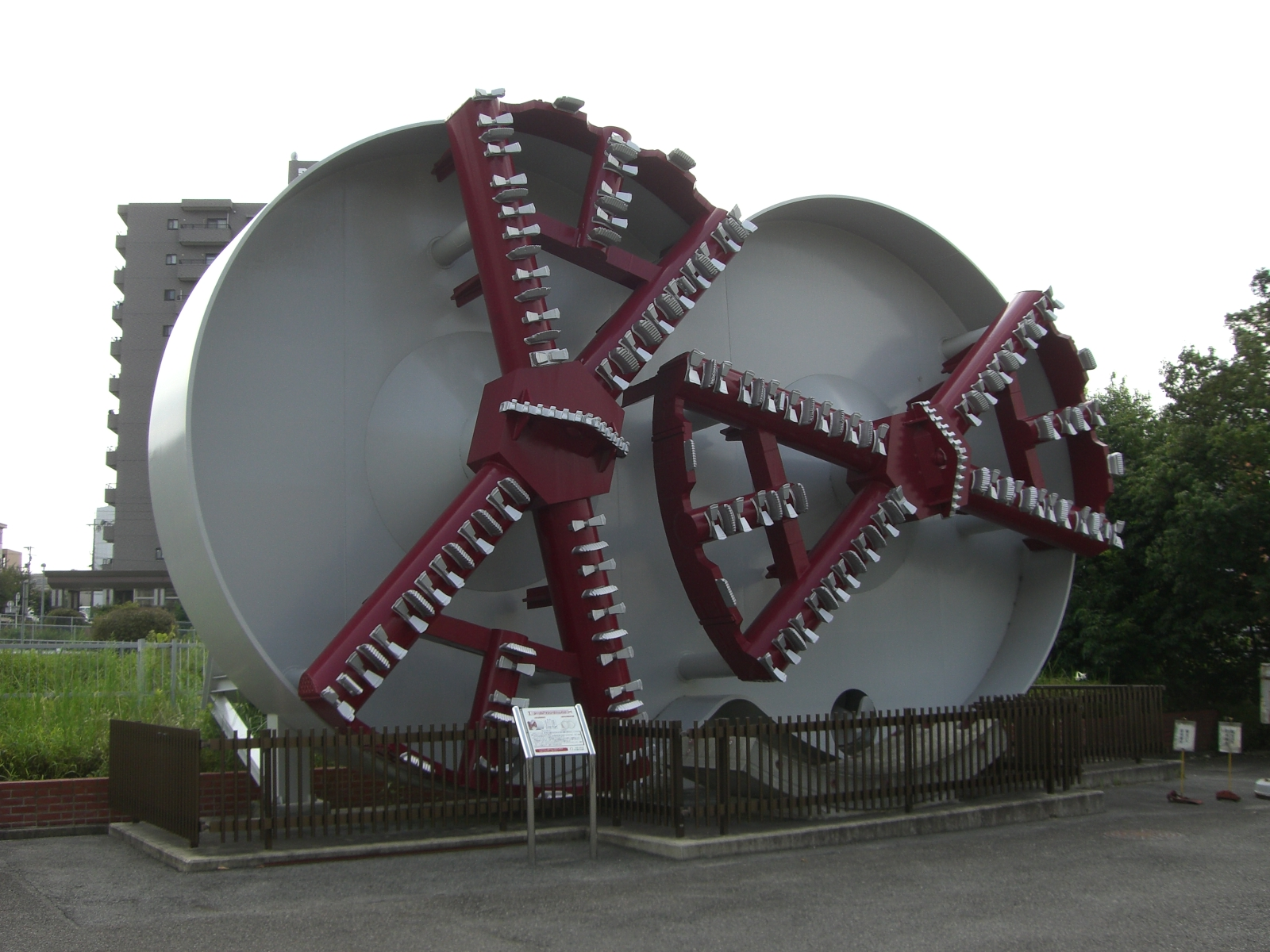
名古屋市交通局日進工場に保存されているシールドマシン

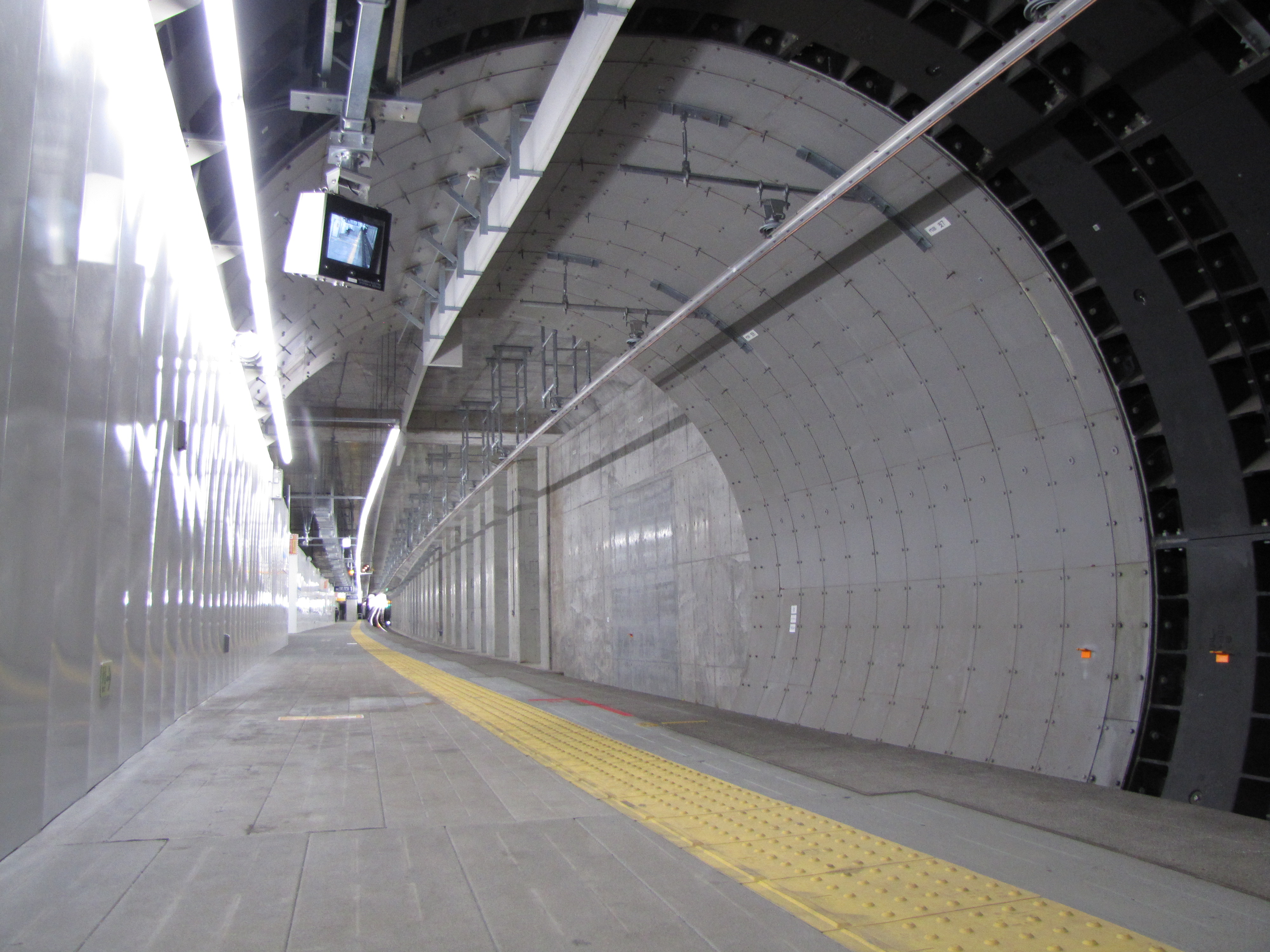
小田急小田原線世田谷代田駅ではシールドマシンの外殻をトンネルの一部とした

トンネル完成後のシールドマシンは、その場で解体して部品として回収するか、脇道を掘り地中に埋没させ、廃棄されることが多いが、外殻をトンネルの構造物の一部として残す例もある。これは、壁面を観察するとわかることがある。
上記のように、基本的には現場ごとにオーダーメイドされる一点ものであるが、まれに、別のトンネルのために再利用されることもある。再利用されない場合、保存や展示がされるケースもあり、京阪中之島線の中之島駅には、シールドマシンのカッター部分（一部）がモニュメントとしてトンネル終端に保存されている。
海ほたるパーキングエリアには、東京湾海底トンネルの掘削に使われた巨大なカッターを加工した巨大モニュメントがある。名古屋市交通局日進工場などには、シールドマシンが保存展示されている。

## 補助工法
シールドトンネルで使用される補助工法について記載する。これらは主に開放形シールドマシンでの掘削には不可欠な工法であった。

### 圧気工法
シールド工事において、大気圧下で地山をそのまま掘り進めることは、地山の崩落や湧水発生のおそれがある。このため、坑内に圧縮空気を送り、気圧を上げることで崩落や湧水を抑えるのが圧気工法である。圧気工法は経済的で、適切に使用すれば安定性の高い工法である。（圧気工法自体はシールドの工事に限られない）しかし、作業員の出入りに手間を要し、特に出る際に減圧症の危険があった。
また、御徒町トンネル陥没事故のように、浅い場所で土砂を吹き飛ばしてしまう事故があった。切羽から漏出した圧縮空気が、地山に含まれる硫化鉄や炭酸水素鉄と反応して酸化第二鉄に変化する。この時に多量の酸素を消費し、酸素の少なくなった酸欠空気が地下室や地下鉄などに噴出し、酸欠事故を発生させた。
次に述べる地盤改良工法として使用する薬液が地下水を汚染し、住民に健康被害を発生させて社会問題に発展したことがある。これは1974年3月に、福岡県新宮町の下水管工事で使用したアクリルアミド系の薬剤「ケミカルグラウト」が井戸に流れ込み、その井戸水を飲用した住民に健康被害が発生した事故である（新宮奇病）。この事故から、当時の建設省によって水ガラス系薬液（主成分がケイ酸ナトリウム）で、劇物またはフッ素化合物を含まない薬液以外の使用が厳しく規制された。
近年のシールド工事では、切羽面のみに加圧する密閉形シールド（泥水加圧式や泥土加圧式）が採用され、圧気工法はほとんど使われなくなっている。

### 地盤改良工法
- 注入工法 - 地盤に薬剤を注入することで、地盤を安定させる[22]
- 噴射攪拌工法
- 凍結工法

### 地下水位低下工法
- ウェルポイント工法[29]
- ディープウェル工法[30]
- パイロットトンネル工法 - 本シールドに先行してパイロットトンネルを掘削して、地下水位を低下させる[22]

## 採用例

### 鉄道トンネル

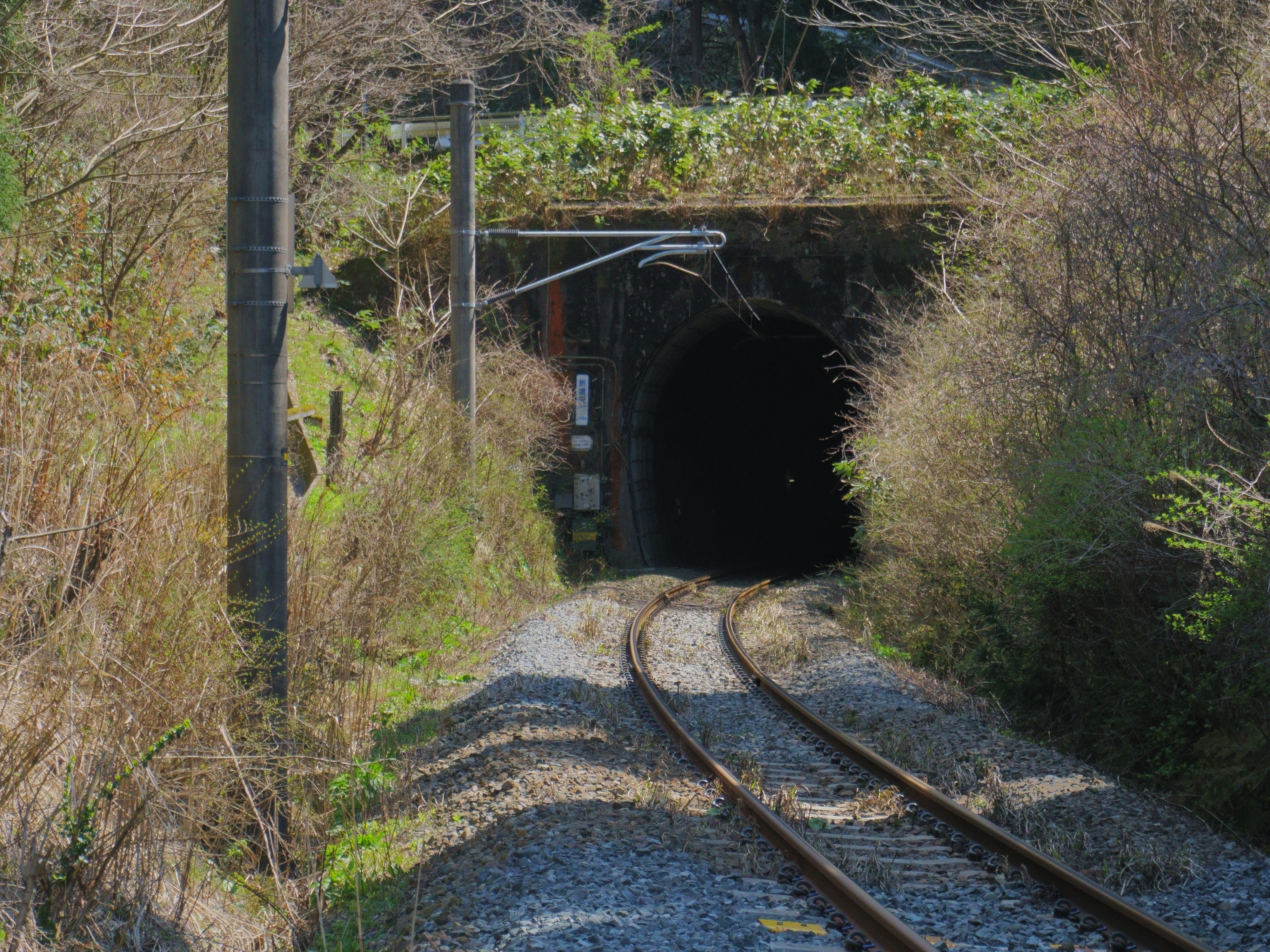
日本で初めてシールド工法の使用が試みられた折渡トンネル

各路線とも路線の一部または大部分に採用されている。

### 国鉄 - JR線
- 羽越本線折渡トンネル（現在の下り線トンネルに部分的に採用）
- 丹那トンネル
- 関門鉄道トンネル （世界最初の鉄道海底トンネルとして開業）
- 横須賀・総武快速線（品川 - 両国間・東京トンネル、総武トンネル）
- 東京外環状線（京葉線貨物線）として建設
  - 東海道貨物線として開業。羽田トンネル（川崎貨物駅 - 東京貨物ターミナル駅）
  - 東京臨海高速鉄道りんかい線として開業。台場トンネル（東京貨物ターミナル駅 - 新木場）
- 東北新幹線第2上野トンネル
- JR東西線（JRの在来線規格で建設されたシールドトンネル）

### 私鉄線
- 西武鉄道新宿線（中井 - 野方駅間（予定））
- 京王電鉄京王線・相模原線（調布駅付近の地下区間）
- 小田急電鉄小田原線（東北沢 - 梅ヶ丘間の急行線部）
- 東急東横線（渋谷 - 代官山間と横浜駅付近）
- 東急田園都市線（旧新玉川線区間、駒沢大学駅前後と渋谷 - 池尻大橋間）
- 東急新横浜線（新横浜 - 日吉駅付近）
- 相鉄新横浜線（西谷トンネル）
- 京急空港線（羽田空港駅付近）
- 首都圏新都市鉄道つくばエクスプレス線
- みなとみらい線
- 東葉高速鉄道東葉高速線（海神トンネルのおよそ半分）
- 埼玉高速鉄道埼玉スタジアム線（トンネル下部を導水管として活用、荒川から綾瀬川・芝川へ送水）
- 東京臨海高速鉄道りんかい線
- 名鉄小牧線  (上飯田駅から味鋺駅の地下区間、出口付近は開削トンネル)
- 近鉄難波線
- 阪神なんば線

### 地下鉄線
- 東京地下鉄（東京メトロ） - 銀座線・日比谷線を除く全線
- 都営地下鉄 - 全線
- 名古屋市営地下鉄東山線[32]・名城線・名港線[33]・鶴舞線・桜通線の一部・上飯田線
- 京都市営地下鉄東西線太秦天神川 - 二条駅間、醍醐 - 六地蔵駅間
- Osaka Metro中央線（日本初の複線シールドトンネル）
- Osaka Metro長堀鶴見緑地線・今里筋線（小断面の鉄輪式リニアモーター地下鉄）
- 神戸市営地下鉄西神・山手線 妙法寺 - 板宿間(山岳トンネル終端部分から板宿駅の間)
- 神戸市営地下鉄海岸線 駒ヶ林 - 旧居留地・大丸前間

### 海外
- 英仏海峡トンネルの一部 （大半はTBM工法）

### 鉄道駅
- 東京地下鉄（東京メトロ）[34]
  - 木場駅（東西線）
  - 新御茶ノ水駅･国会議事堂前駅（千代田線）
  - 永田町駅（有楽町線、半蔵門線、南北線）
  - 三越前駅・清澄白河駅（半蔵門線）
  - 白金台駅（南北線･都営三田線共有区間）
  - 雑司が谷駅・西早稲田駅（副都心線）
- 都営地下鉄
  - 高輪台駅（都営浅草線）
  - 新宿駅・飯田橋駅・六本木駅（都営大江戸線）
  - 白金台駅（都営三田線･東京メトロ南北線共有区間）
- 大阪市高速電気軌道（Osaka Metro、旧・大阪市営地下鉄）
  - 阿倍野駅（谷町線）
  - 大阪ビジネスパーク駅（長堀鶴見緑地線）（世界初の｢3連型マルチフェイスシールド機｣を使用）
- 京阪京津線、京都市営地下鉄
  - 御陵駅
- 東京臨海高速鉄道
  - 大井町駅（りんかい線）
- 小田急電鉄
  - 下北沢駅（地下2階急行線ホーム）
- 京王電鉄
  - 布田駅

### 道路トンネル
- 東京湾アクアトンネル（東京湾アクアライン）延長約 9.5 km。シールドマシン外径 14.14 m は当時世界最大。この切羽のモニュメントが、当トンネルの木更津側にある海ほたるで部分展示されている。また、このモニュメントにあるカッタービット（歯）は、実際に使用されたもの。
- 山手トンネル（首都高速中央環状線）延長約 18.2 km（トンネル部）で日本最長の道路トンネル。シールドマシン外径は最大で 13.6 m（大井JCT-大井北立坑）[35]。
- 東京外環自動車道 東名JCT - 大泉 IC/JCT（事業中）
- 阪奈トンネル（第二阪奈有料道路）
- 稲荷山トンネル（阪神高速8号京都線）の一部
- 首都高速神奈川6号川崎線の一部
- 首都高速神奈川7号横浜北線
- 首都高速神奈川7号横浜北西線
- 阪神高速6号大和川線の一部
- 横浜湘南道路
- 横浜環状南線
- 国道1号原宿トンネル（角形シールドマシンを使って、ハーモニカの穴のように掘削するハーモニカ工法を採用）
- 秋田中央道路の一部

### 水路
- 首都圏外郭放水路 延長約 6.3 km、内径約 10 m。埼玉県春日部市の国道16号の地下約 50 m に建設され、江戸川、中川、大落古利根川等をつなぐ地下放水路。
- 神田川・環状七号線地下調節池（第1期・第2期）  延長約 4.5 km、トンネル内径 12.5 m。環状七号線の地下約40～50mに建設される神田川の洪水調整池トンネル。シールドマシン外径 13.94 m（第1期）、13.44 m（第2期）。
- 渋川雨水貯留管 雨水を一時貯留するための地下トンネル。1991年着工、泥水シールド、外径 12.340 m、大深度地下 43.5 m、掘進距離 1,950 m、貯水量 144,000m3。
- 五反田川放水路
- 白子川地下調節池
- 環状七号線地下広域調節池
- 今井川地下調節池
- 寝屋川北部地下河川